# Michael Mancienne
Michael Ian Hugh Mancienne (Isleworth, 1988. január 8. –) angol születésű seychelle-szigeteki válogatott labdarúgó.

## Pályafutása

### Chelsea
Mancienne-re 9 éves korában figyeltek fel a Chelsea megfigyelői, amikor még a Kingstonban játszott. Még középiskolás korában bemutatkozhatott a tartalékok között. 2006 januárjában kapott profi szerződést, a 2005/06-os szezon utolsó meccsén a cserepadra nevezték, de nem került sor a játékára.
2006 nyarán ő is részt vett a londoniak szezon előtti túráján az Egyesült Államokban. A Liverpool elleni Szuperkupa mérkőzésen, majd a bajnokság első két meccsén is leülhetett a kispadra, de lehetőséget egyik találkozón sem kapott.
Mivel a Stamford Bridge-en nem volt esélye a csapatba kerülni, Mancienne kölcsönjátékosként a Queens Park Rangers csapatához igazolt. 28 meccsen kapott lehetőséget a másodosztályú klubnál. Legtöbbször szélső hátvédként számított rá a menedzser. Remek teljesítményével hamar megszerettette magát a QPR szurkolóival, akik a szezon végén a második legjobb fiatal játékosnak választották.
Visszatérése után egy 2010-ig szóló szerződést kapott a Chelsea-től, majd a 2007/08-as szezonra is visszatért a Queens Park Rangershez. Ezúttal 30 bajnokin játszhatott. Miután visszatért csapatához, ismét részt vehetett a szezon előtti felkészülésen, de a tétmeccseken továbbra sem kapott lehetőséget. Emiatt azt nyilatkozta, talán az lenne a legjobb a karrierje szempontjából, ha távozna a klubtól.
2008. október 27-én Mancienne-t december 19-éig kölcsönvette a Wolverhampton Wanderers. Egy Swansea City elleni meccsen mutatkozhatott be csereként. Kezdőként először egy Cardiff City ellen 2-1-re megnyert meccsen léphetett pályára, ahol őt választották a találkozó legjobbjának. Jó teljesítménye miatt a Farkasok szerették volna 2009. január 29-éig meghosszabbítani a kölcsönszerződését, de január 2-án visszahívta a Chelsea.
Mancienne 2009. február 14-én, a Watford elleni FA Kupa-meccsen mutatkozhatott be a Chelsea-ben. Február 25-én a Bajnokok Ligájában is szerephez jutott a Juventus ellen. Csapata 1-0-ra nyert.

### Hamburger SV
2011. május 31-én  négyéves szerződést kötött a német első osztályú bajnokságban szereplő Hamburger SV csapatával. 2011. augusztus 5-én a Bundesliga szezonnyitó mérkőzésén, a Borussia Dortmund elleni 3-1 arányban elvesztett találkozón mutatkozhatott be új csapatában.

### Nottingham Forest
2014. július 16-án visszatért az angol másodosztályba, ahol három évre kötelezte el magát a Nottingham Forest csapatához. A Blackpool elleni bemutatkozó mérkőzésén a találkozó legjobbjának választották.

### New England Revolution
2018. augusztus 3-án írt alá az amerikai New England csapatához.

### Burton Albion
2021-ben leszerződtette a Burton Albion.
Azt követően, hogy a 2022–2023-as szezonban csak egy percet játszott, visszavonult.

## Válogatott
Mancienne a Seychelle-szigetekről származik. Édesapja korábban a szigetek labdarúgó-válogatottjának tagja volt, így az ottani válogatottat is képviselhette, de 2006-ban úgy döntött, inkább Angliát választja. Állandó tagja volt az U21-es angol válogatottnak. 2008. november 15-én Fabio Capello nagy meglepetésre behívta a németek elleni keretbe, de játéklehetőséget nem kapott.
2022-ben úgy döntött, hogy nemzetet vált és a seychelle-szigeteki válogatottat fogja képviselni. Július 5-én mutatkozott be Botswana ellen. Összesen ötször szerepelt a csapatban.